# 関京子
関 京子（せき きょうこ、1924年8月17日 - 2007年2月1日）は東京府（現在の東京都）出身の女優。本名同じ。舞台を中心に活動し、東京芸術座代表を務めていた。

## 来歴・人物
東洋音楽学校（現在の東京音楽大学）中退。1951年に新協劇団に入団し、『太陽のない街』で初舞台を踏む。1959年には劇団中芸と合同し、劇団東京芸術座を結成。関もこれに参加する。以後、同劇団の看板女優となった。
この間、映画やテレビドラマにも僅かに出演しており、1952年の黒澤明監督映画『生きる』渡邊光男（演：金子信雄）の妻・一枝などがある。
劇団代表在籍中の2007年2月1日、心不全のため、東京都大田区の病院で死去した。満82歳没。

## 出演作品

### 映画
- 生きる（1952年、東宝） - 渡邊一枝
- 億万長者（1954年、青年俳優クラブ・新東宝） - 鏡らん
- 超高層のあけぼの（1969年、東映） - 下宿のおばさん
- 戦争と人間 第一部 運命の序曲（1970年、日活） - 田伏ふさ

### テレビドラマ
- 妻も生きている（NHK、1956年3月10日放送）
- ここに人あり（NHK）
  - 第3回「温かいおくりもの」（1957年4月29日放送）
- 不屈の青春（NETテレビ、1959年3月5日 - 3月26日）
- 夜の町（毎日放送、1959年4月14日放送）
- 東映教育映画（NETテレビ）
  - 悪い芽（1959年12月3日放送）
- 東芝土曜劇場 第50回
  - 再起（フジテレビ、1960年2月27日放送）
- NECサンデー劇場（NETテレビ）
  - 多ぜいの妻（1960年10月23日放送）
- 三菱劇場（日本テレビ）
  - 半七捕物帳 第17話（1962年2月24日放送）
- 判決（NETテレビ）
  - 第7話「報復の原理」（1962年11月17日放送）
  - 第121話「血に叛くもの」（1965年2月3日放送）
  - 第148回「北からの人」（1965年8月11日放送）
- 名作推理劇場（NETテレビ）
  - 妄執の影（1962年12月30日放送）
- ダイヤル110番（NETテレビ）
  - 第289話「大阪連続放火事件」（1963年3月31日放送）
- 事件記者（NHK）
  - 第148話「非行」（1963年9月10日放送）
  - 第243話「現行犯」（1965年7月20日放送）
- こども劇場 第61回（NHK）
  - 梨育ち（1964年7月12日放送）
- 若者たち（フジテレビ）
  - 第8話「或る休日」（1966年4月1日放送）
- 三匹の侍（フジテレビ）
  - 第4シリーズ 第18話「処刑」（1967年2月2日放送）
  - 第5シリーズ 第13話「不毛の掟」（1967年12月28日放送）
- 七人の刑事（TBS）
  - 第206話「遠いうぶ声」（1968年7月29日放送）
- ライオン奥様劇場 徳川の夫人たち（フジテレビ、1974年）
- 風と雲と虹と（NHK）
  - 第47回「国府占領」（1976年11月21日放送）
  - 第49回「大進発」（1976年12月5日放送）
  - 第52回「久遠の虹」（1976年12月26日放送）
- 達磨大助事件帳（テレビ朝日）
  - 第28話「大川端に散った恋」（1978年5月4日放送）
- 青春INGS ゆう子とヘレン（関西テレビ）
  - 第7話「お父さんの秘密」（1982年11月26日放送）

### 舞台
- 『太陽のない街』
- 『8月の鯨』ほか